# Lijst van golfbanen in Portugal
Op deze lijst van golfbanen in Portugal staat een zo volledig mogelijk overzicht van de ruim tachtig golfbanen in Portugal. Zij zijn geografisch ingedeeld. Bijna de helft van de banen ligt in de Algarve.

## Alentejo
In Alentejo, een groot gebied ten noorden van de Algarve, was één golfclub met een 18 holesbaan, de Marvao Club de Golf bij Marvao. Deze golfclub is in 2007 opgeheven.

## Algarve
In 2009 zijn er in Algarve 37 golfbanen.
18 holes of meer
- Alamos Golf Course, Portimao
- Amendoeira Golf Resort, ontwerp van Christy O'Connor
- Boavista Golf Resort, Lagos
- Castro Marim Golfe and Country Club, Castro Marim
- Gramacho Course Pestana Golf, Carvoeiro, Lagoa
- Faldo Course, Vilamoura, 2008?
- Oceânico Laguna Golf Course Vilamoura, Vilamoura
- Oceânico Millennium Golf Course Vilamoura, Vilamoura
- Monte Rei Golf Club, Vila Nova de Cacela, 36 holes
- Morgado do Reguengo Golfe, Portimao
- Old Course Oceânico Vilamoura Clube Golf, Vilamoura
- Palmares Golf, Meia Praia, Lagos
- Parque da Floresta Golf & Leisure Resort, Budens (Vila do Bispo)
- Penina Golf & Resort Le Meridien, Portimao Codex
- Pestana Alto Golf, Alvor, voormalige Alto Golf & Country Club
- Pinhal Golf Oceânico Vilamoura, Vilamoura
- Pinheiros Altos Campo de Golfe, Vale do Lobo, Almancil
- Pinta Course Pestana Golf, Carvoeiro, Lagoa
- Quinta da Benamor Golf, Conceição, Tavira
- Quinta de Cima Golfe, Vila Nova de Cacela
- Quinta de Ria Golfe, Vila Nova de Cacela
- Quinta do Lago Golf Club, Vale do Lobo, Almancil
- Quinta do Vale, Castro Marim
- Ria Formosa Golf Course, Vale do Lobo, Almancil
- Salgados Golf Club, Albufeira
- San Lorenzo (golfclub), Vale do Lobo Codex, Almancil
- Silves Course Pestana Golf, Carvoeiro, Lagoa
- Vale do Lobo Golf Club, Vale do Lobo, Almancil
- Victoria Clube de Golfe, Vilamoura
- Vila Sol Golf, Vilamoura, 27 holes

Minder dan 18 holes
- Balaia Golf Village, Albufeira, par-3 baan
- Colina Verde Golf Maragota, Moncarapacho
- Pine Cliffs Golf Course, Albufeira
- Sheraton Algarve Pine Cliffs, Albufeira
- Vale de Milho, Lagoa

## Azoren
18 holes of meer
- Batalha Golf Course, Fernais da Luz, São Miguel
- Furnas Golf Course, Furnas, São Miguel, 27 holes
- Ilha Terceira Clube de Golfe, Praia da Vitoria, Terceira

## Regio Lissabon en Costa D'Oeste
18 holes of meer
- Aroeira, Charneca da Caparica
- Belas Clube de Campo, Belas
- Praia D'El Rey, Obidos
- Golf do Estoril, Estoril
- Lisbon Sports Club, Belas
- De Montado Clube de Golfe, Palmela
- Oitavos Dunes Golf Clube Quinta da Marinha, Cascais, Estoril Open de Portugal 2008 & 2009
- Paco do Lumiar, Lissabon
- Penha Longa Atlantico, Sintra, 18 + 9 holes
- Pestana Beloura Golf & Resort, Sintra
- Praia d'El Rey Golf & Beach Resort, Obidos
- Quinta da Beloura, Sintra
- Quinta da Marinha, Cascais
- Quinta do Brincal, Rio Maior
- Quinta do Peru Clube, Quinta do Conde
- Ribagolfe, Samora Correia
- Santo Estevao Golfe, Benavente
- Troia Golf, Grandola
- The Westin Campo Real, Torres Vedras

Minder dan 18 holes
- Bela Vista Campo de Golfe, Lissabon
- Turistico do Botado Complexo, Peniche
- Vimeiro Club Golf, Maceira

## Madeira
18 holes of meer
- Campo de Golfe da Madeira
- Palheiro Golf, Funchal
- Porto Santo Golfe, Porto Santo, 18 holes + 9 oefenholes
- Santo da Serra Clube de Golf, Machico, 27 holes

## Noordelijke en centrale regio
18 holes of meer
- Amarante Golf Clube, Amarante
- Estela Golf Club, Póvoa de Varzim
- Golfo da Quinta do Fojo, Vila Nova de Gaia
- Montebelo Golfe, Farminhão, Viseu, 27 holes
- Ponte de Lima Golfe, Ponte de Lima
- Porto Golf Club, Espinho

Minder dan 18 holes
- Barca Golf Club, Esposende
- Bica - Academia de Golf, Belmonte
- Lagrimas, Coimbra
- Miramar Club de Golf, Valadares
- Vidago Golfe, Vidago